# Andrássy úti Színház

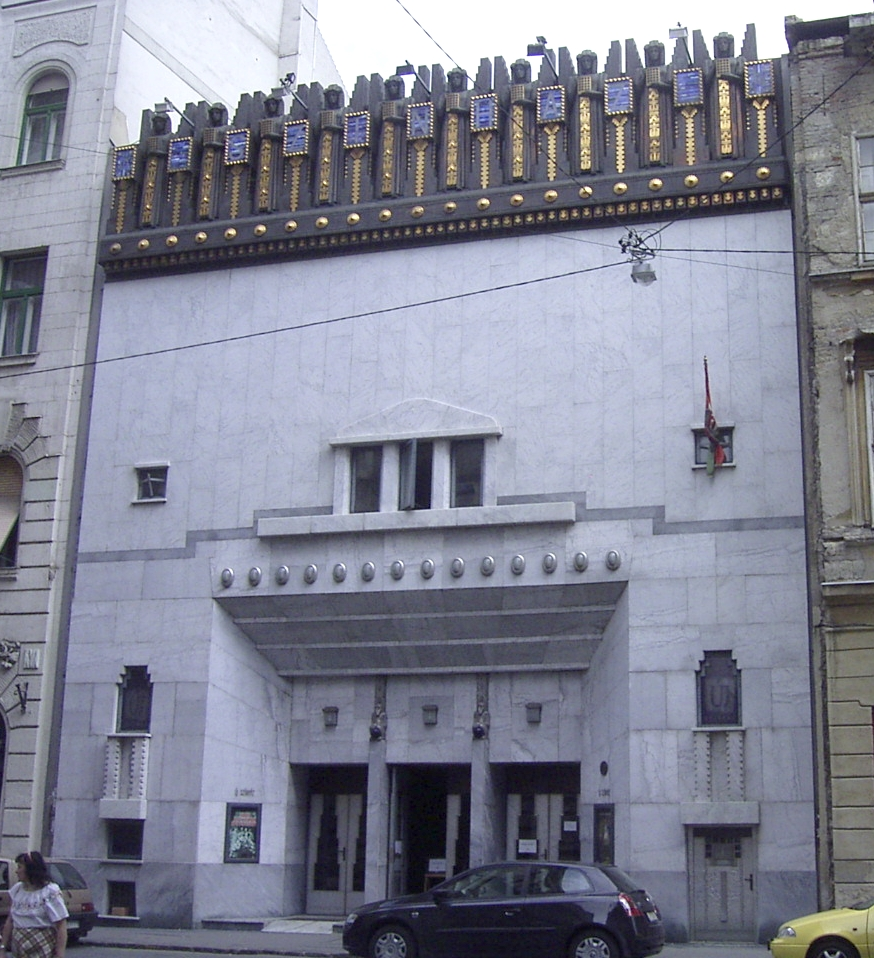
1937–1944 között a társulat otthona, Paulay Ede utca 35.

Az Andrássy úti Színház Budapesten, a Régi Műcsarnok épületében, az Andrássy út 69. szám alatt működött. 1907. október 19-én nyílt meg. Ezt megelőzően Modern Színház Cabaret néven kabaréként működött.

## Története
Első igazgatója Faludi Sándor volt, művészeti vezetői voltak Molnár Ferenc és Heltai Jenő is, zenei vezetője Szirmai Albert volt. 1908-tól Nagy Endre, 1913-tól Medgyaszay Vilma, 1915-től Bárdos Artúr, 1937–1942 Bródy Pál volt az igazgató. A színház kezdeti időszakának legnevesebb színészei voltak többek között Pálmay Ilka, Medgyaszay Vilma, Keleti Juliska, Kökény Ilona, Magyari Lajos, Molnár Aranka, Vidor Ferike, Kabók Győző, Huszár Károly, Boross Géza.
1916–1919 között a színház előadásai szüneteltek, mivel 1916-ban átköltöztek a Belvárosi Színházba. A Tanácsköztársaság idején újból kabaréként működött. 1920-tól a színház igazgatását az Unió Tröszt vette át, Emőd Tamás vezetésével. 1924–1925 között a Nemzeti Színház Kamaraszínháza játszott a színpadán. 1926–1937 között megint kabaré volt a fő profilja, ennek a korszaknak a legismertebb társulati tagjai többek között Abonyi Tivadar, Andai Béla, Békeffi László, Dajbukát Ilona, Faragó Ödön, Fehér Lili, Kökény Ilona, Ihász Lajos, Peti Sándor, Vaszary Piri.
1937-ben a színház helyiségeit ismét a Nemzeti Színház Kamaraszínháza vette át és a társulat Andrássy Színház néven a mai Újszínház helyiségében, a Paulay Ede utca 35. szám alatt játszott 1944 végéig.

## Igazgatói
- Faludi Sándor (1907–1908)
- Nagy Endre (1908–1913)
- Medgyaszay Vilma (1913–1915)
- Bárdos Artúr (1915–1920)
- Emőd Tamás (1920–1924)
- Wertheimer Elemér (1925–1939)
- Bródy Pál (1939–1940)
- Losonczy Dezső (1940–1940)
- Csathó Kálmán (1940–1941)
- Vaszary János (1941–1944)